# Brišnik
Brišnik je priimek v Sloveniji, ki ga je po podatkih Statističnega urada Republike Slovenije na dan 1. januarja 2010 uporabljalo 75 oseb in je med vsemi priimki po pogostosti uporabe uvrščen na 5.556. mesto.

## Znani nosilci priimka
- Danijela Brišnik (*1968), arheologinja, konservatorka
- Ida Brišnik Remec (*1941), slikarka, likovna umetnica
- Jure Brišnik (1947-2004), filmski snemalec
- Karel "Karli" Brišnik (1948-2013), igralec in lutkar
- Miloš Brišnik (1906-1990), pevec, glasbenik, pevski pedagog
- Primož Brišnik, košarkar